# Сава Керковић
Сава Керковић (Мокра Гора, код Ужица, 1909 — Ћослије, код Гламоча, 27. новембар 1943) био је учитељ и учесник Народноослободилачке борбе.

## Биографија
Рођен је 1909. у селу Мокра Гора, код Ужица. Његов отац Љубомир био је учитељ, а погинуо је током Првог светског рата, у борби на Гучеву 1914, као резервни официр Српске војске.
Основну школу је завршио у родом месту, а четири разреда гимназије и Учитељску школу у Ужицу. У јесен 1931. постављен је за учитеља у Бабајићу, код Љига. Поред просветног рада, био је друштвено ангажован и учествовао у организовању културног и спортског живота у Бабајићу и Љигу. Радио је у учитељском удружењу, читаоници, књижници и спортском друштву Спартак.
Године 1936. постао је члан тада илегалне Комунистичке партије Југославије (КПЈ). Био је један од организатора демонстрација 27. марта 1941. у Љигу. Након окупације Југославије, 1941. прикључио се Народноослободилачком покрету (НОП). Био је борац Колубарске чете, а потом Колубарског батаљона Ваљевског партизанског одреда.
Након Прве непријатељске офанзиве био је борац Пратеће ћете, односно Пратећег батаљона Врховног штаба НОВ и ПОЈ, са којим је прошао борбе у источној Босни, северној Црној Гори, походу у Босанску крајину, током Четврте и Пете непријатељске офанзиве. Указом Врховног штаба НОВ и ПОЈ 14. октобра 1943. постављен је политичког комесара Прве партизанске ваздухопловне базе у Ливну, чији је командант био Миле Павичић.
Погинуо је 27. новембра 1943. на партизанском аеродрому на Гламочком пољу, у близини села Ћослије. Том приликом авион Прве ваздухопловне базе требао је да у Италију пребаци Прву војну мисију НОВЈ, која је одатле требала да отпутује у Каиро, у Штаб савезничке команде за Блиски исток. У тренутку када се авион ДО-17 спремао да полети из правца Бања Луке појавио се немачки авион и у ниском лету напао партизански авион, који је потом потпуно изгорео.
Заједно са Керковићем, тада су погинули — Иво Лола Рибар, шеф прве војне мисије НОВЈ; Петар Ерцигоња, механичар стрелац; Божо Уршић, десетар; двојица стражара Петар Кузмић; као и двојица британских официра мајор Робин Уедерли и капетан Доналд Најф.
Име Саве Керковића данас носи основа школа у Љигу, а од 1956. је носила и основна школа у Мокрој Гори, али је она касније угашена и припојена основној школи „Богосав Јанковић” из Кремне. Његово име носи једна улица у Ваљеву.

## Галерија
- Споменик палим борцима и жртвама фашизма у Љугу
- Спомен-плоча на споменику у Љугу
- Спомен-плоча код споменика у Љигу